# Odontomantis buhleri
Odontomantis buhleri är en bönsyrseart som beskrevs av Max Beier 1952. Odontomantis buhleri ingår i släktet Odontomantis och familjen Hymenopodidae. Inga underarter finns listade i Catalogue of Life.